# Peter Joseph Floret
Peter Joseph Floret (* 18. Januar 1778 in Werl; † 3. September 1836 in Darmstadt) war ein Jurist zunächst in kurkölner und später in Hessen-Darmstädtischen Diensten. Er veröffentlichte zahlreiche statistische, verfassungsrechtliche und juristische Schriften und gehörte der Gesetzgebungskommission, dem Landtag und dem Staatsrat des Großherzogtums Hessen an.

## Familie

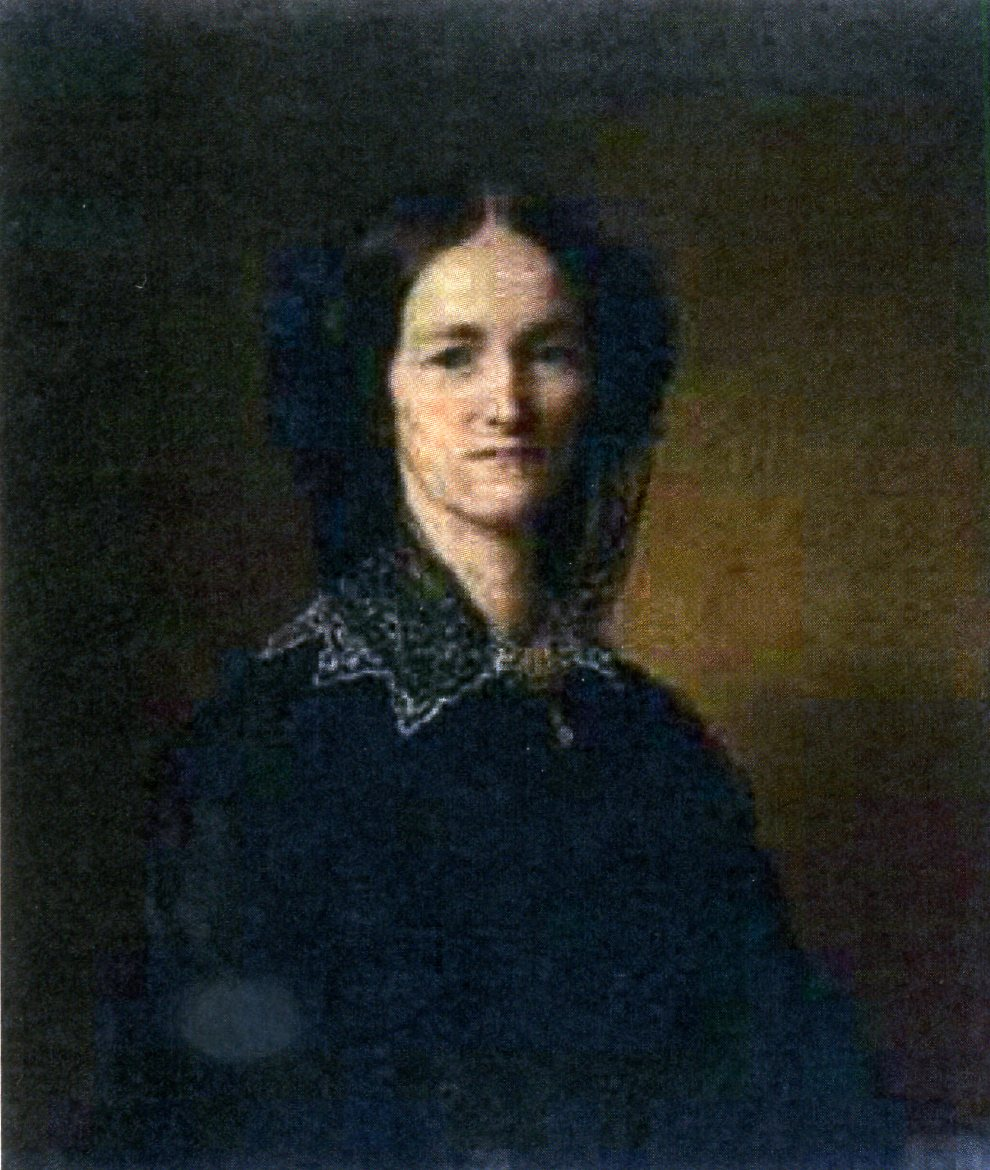
Adolphine Zais, geborene Floret

Er stammte aus einer Werler Juristenfamilie und war Sohn von Caspar Anton Johann Floret.
Der Vater war kurkölner Hofrates, Stadtrichters in Werl und später großherzoglich hessischer Justizamtmann in Werl. Die Mutter war Maria Barbara Felicitas Adolfina, geborene Arndts. Aus der Ehe der Eltern ging noch der Bruder von Peter Floret, Engelbert Joseph Floret hervor. Seine Tochter Adolphine Barbara Engelbertine Caroline Eleonore Zais geborene Floret (* August 1806 in Gießen; † 15. Januar 1876 in Wiesbaden) heiratete den Hotelier und liberalen Abgeordneten Wilhelm Zais.

## Leben
Er studierte in Münster und Göttingen Rechtswissenschaften. Nach Abschluss seines Studiums kehrte er ins Herzogtum Westfalen zurück und wurde zunächst Advokat. Im Jahr 1801 trat er als Assessor in das Kurkölner Offizilatgericht ein (das bald darauf zum Hofgericht Arnsberg wurde), dass sich nach der französischen Besetzung im westfälischen Teil Kurköln befand. Im Jahr 1802 wurde er Kanzleirat in Arnsberg. 1804 wurde er Hofgerichtsrat. Am 28. August 1804 heiratete er in Arnsberg seine Cousine Anna Elisabeth Therese Beatrix geborene Arndt (1775–1836).
Nach dem Übergang des Herzogtums Westfalen an Hessen-Darmstadt trat er in hessische Dienste und wurde Hofgerichtsrat in Gießen und 1810 Oberappellationsgerichtsrat in Darmstadt. 1827 wurde er Geheimer Rat.
Er hat sich am zeitgenössischen juristischen und verfassungsrechtlichen Diskurs beteiligt. So war er zwischen 1808 und 1811 Mitunternehmer der Zeitschrift für Staatsrecht, Politik und Statistik mit dem Titel Germanien. Darüber hinaus verfasste er zahlreiche statistische Darstellungen zu einzelnen Territorien. Die ihm von Johann Suibert Seibertz zugeordnete Schrift: „Einige statistische Bemerkungen über das Herzogtum Westfalen,“ wird heute allerdings oft Friedrich Arndts zugeschrieben. Daneben verfasste er zahlreiche Beiträge für Zeitschriften etwa für den Westfälischen Anzeiger. Einige Arbeiten veröffentlichte er auch anonym.
Er hat sich 1814 für die rechtliche Einheit Deutschlands ausgesprochen und argumentierte „nichts entfremdet die Völker gegeneinander so sehr, als die Verschiedenheit der Gesetze und politischen Einrichtungen“. Er forderte auch eine Abtretung von Souveränitätsrechten der Mitgliedsfürsten zu Gunsten des Deutschen Bundes.
Er war seit 1816 eines von drei Mitgliedern der Gesetzgebungskommission, die eine Verfassung für das Großherzogtum Hessen ausarbeiten sollte. Danach sollte die Kommission auch ein Zivilgesetzbuch, eine Zivilprozessordnung, einen Kriminalcodex und die entsprechenden Kommentare erarbeiten. Zwei Jahre nach der Veröffentlichung der Verfassung hat er einen entsprechenden Kommentar vorgelegt. Er veröffentlichte auch 1821 eine historisch-kritische Darstellung der Verhandlungen der Ständeversammlung des Großherzogtums Hessen.
In der 1. und 2. Wahlperiode (1820–1824) war er selbst Abgeordneter der zweiten Kammer der Landstände des Großherzogtums Hessen. In den Landständen vertrat er den Wahlbezirk Oberhessen 11/Hungen.
1818 wurde er einer der ersten Richter am neu geschaffenen Provisorischen Kassations- und Revisionsgerichtshof für die Provinz Rheinhessen., dem höchsten Gericht im Großherzogtum für den Teil seines Gebietes, die Provinz Rheinhessen, in der französisches Recht galt. Der Kassationsgerichtshof hatte seinen Sitz allerdings in Darmstadt.

## Schriften (Auswahl)
- Ansichten der Vergangenheit und Zukunft. In besonderer Beziehung auf Deutschland und dessen künftige Verfassung. o. N., o. O. 1814, Digitalisat.
- Abhandlung die bürgerlichen Rechte und Verfassungsverhältnisse der Israelitischen Gemeinde zu Frankfurt am Main betr. o. N., o. O. 1817, Digitalisat.
- Historisch kritische Darstellung der Verhandlungen der Stände-Versammlung des Großherzogthums Hessen im Jahr 1820 und 1821. Mit besonderer Beziehung auf die Verfassungsurkunde des Großherzogthums und vorzüglicher Berücksichtigung der Gegenstände von allgemeinem Interesse. Georg Friedrich Heyer, Gießen 1822, Digitalisat.
- als Herausgeber: Motive zu dem Gesetzbuche für das Großherzogthum Hessen, über das Verfahren in bürgerlichen Rechtssachen. 2 Hefte. Heyer & Liske u. a., Darmstadt u. a. 1818–1819;
  - Heft 1: Ordnung des gewöhnlichen Verfahrens bey Land- und Stadtgerichten. 1818, Digitalisat;
  - Heft 2: Ordnung des gewöhnlichen Verfahrens bey den Mittelgerichten. 1819, Digitalisat.
- Erörterungen über Landständische Verfassung in Deutschland namentlich in Beziehung auf das Großherzogtum Hessen. Groos, Heidelberg 1820 Digitalisat.